# Уилсон, Колин (хоккеист)
Колин Уилсон  (англ. Colin Wilson; 20 октября, 1989, Гринуич, Коннектикут, США) —  американский хоккеист, центральный нападающий.

### Юношеская карьера
С 2003 по 2005 год выступал за юношеские команды города Виннипег. С 2005 по 2007 год выступал за юниорскую сборную США по хоккею в хоккейной лиге США. С 2007 по 2009 год выступал за студенческую команду университет Бостона «Терьерс». В 2008 году он был удостоен награды «Новичок года Новой Англии по хоккею», а также «Новичок года в хоккее на Востоке». Он был признан одним из лучших игроков в I Дивизионе NCAA после его избрания в Hobey Hat Trick, группу из трех игроков, номинированных на получение Мемориальной премии Хоби Бейкера. Однако в конечном итоге награду получил Мэтт Гилрой, его товарищ по команде. В течение большей части сезона 2008/2009 университет Бостона занимал первое место в стране среди команд NCAA и выиграл национальный чемпионат. За университет Бостона Уилсон провел в общей сложности 80 игр, в которых набрал 90 очков.

### НХЛ
На Драфте НХЛ 2008 года был выбран в 1-м раунде под общим 7-м номером командой «Нэшвилл Предаторз». 17 апреля 2009 года Колин подписал трехлетний контракт новичка с «Предаторз». 12 октября 2009 года Уилсон дебютировал за «Нэшвилл» в матче против «Эдмонтон Ойлерз». Свою первую шайбу Уилсон забросил 21 октября 2009 года в матче против «Бостон Брюинз» вратарю Тиму Томасу. Часть сезона 2009/10 провел в АХЛ за фарм-клуб «Нэшвилл Предаторз» — «Милуоки Эдмиралс». За «Милуоки» провел 40 матчей, в которых набрал 34 очка. 23 июля 2012 года продлил контракт с «Хищниками» на 3 года на общую сумму $ 6 млн. После сезона 2014/15 Уилсон стал неограниченно свободным агентом и подал в арбитраж. 27 июля 2015 года подписал новый четырёхлетний контракт с «Нэшвилл Предаторз» на общую сумму $ 15,75. В сезоне 2015/16 стал лидером команды в плей-офф, набрав 13 очков в 14 встречах, однако «Предаторз» уступили «Сан-Хосе Шаркс» во 2-м раунде в 7-и матчах. В сезоне 2016/17 вместе с «Нэшвиллом» дошёл до Финала Кубка Стэнли. Всего за «Нэшвилл Предаторз» провел 549 матчей, в которых набрал 261 очко.
1 июля 2017 года «Нэшвилл Предаторз» обменяли Колина Уилсона в «Колорадо Эвеланш» на выбор в 4-м раунде 2019 года. В сезоне 2017/18 встретился в плей-офф против бывших одноклубников в 1-м раунде. Однако «Эвеланш» проиграли серию в 6 матчах, а Уилсон заработал лишь 1 передачу. 1 июля 2019 года «Лавины» переподписали Уилсона на 1 год на сумму $ 2,6 млн. Однако проведя лишь 9 матчей, в которых заработал 4 передачи, Уилсон получил травму и не смог продолжить сезон. После сезона 2019/20 «Эвеланш» приняли решение не переподписывать Уилсона. Всего за «Колорадо» провел 148 матчей, в которых набрал 54 очка. Позже игрок решил завершить свою хоккейную карьеру.

## Международная карьера
В 2006 году на Мировом кубке вызова стал обладателем серебряной медали вместе со сборной США до 17 лет. Также в 2006 году стал обладателем золотой, а в 2007 серебряной медали на Чемпионате мира по хоккею с шайбой среди юниорских команд до 18 лет. В 2008 и 2009 году выступал за сборную США на Чемпионате мира по хоккею с шайбой среди молодёжных команд, но самым высоким результатом стало лишь 4-е место. Также в 2009 году выступал со сборной США на Чемпионате мира по хоккею в Швейцарии, но сборная США также осталась без медалей, заняв четвёртое место. Уилсон в 9 матчах заработал 2 передачи.

## Личная жизнь
Колин сын бывшего игрока НХЛ Кэри Уилсона и внук также бывшего игрока НХЛ Джерри Уилсона. Колин родился в Гринуиче, но вырос в Виннипеге.